# Abbensen (Wedemark)
Abbensen est un quartier de la commune de Wedemark, dans le Land de Basse-Saxe.

## Géographie
Abbensen se situe dans la partie nord-ouest de la commune, à la frontière avec Neustadt am Rübenberge.

## Histoire
Abbensen est mentionné pour la première fois en 1287 sous le nom d'Abbenhusen. Dès 1202, l'Obermühle, moulin à eau alimenté par le Jürse, est un point de repère sur la route commerciale vers Hanovre. Il est démantelé vers 1825, car l'eau de la Jürse, qui coule plus faiblement du fait du drainage, ne pouvait plus entraîner la roue du moulin. Jusqu'en 1852 (union douanière), il y avait ici un poste de douane, qui est indiqué par le nom de rue Alte Zollstraße.
Au cours de la réforme régionale en Basse-Saxe, qui a lieu le 1er mars 1974, la commune auparavant indépendante d'Abbensen intègre la commune de Wedemark.

## Personnalités
- Rebecca Schamber (née en 1975), femme politique.

## Source, notes et références
- (de) Cet article est partiellement ou en totalité issu de l’article de Wikipédia en allemand intitulé « Ziallerns » (voir la liste des auteurs).

1. ↑  (de) Statistisches Bundesamt, Historisches Gemeindeverzeichnis für die Bundesrepublik Deutschland. Namens-, Grenz- und Schlüsselnummernänderungen bei Gemeinden, Kreisen und Regierungsbezirken vom 27.5.1970 bis 31.12.1982, 1983 (ISBN 3-17-003263-1)